# Ernesto Salazar
Ernesto Salazar Cantero (ur. 5 grudnia 1977) – meksykański zapaśnik w stylu klasycznym. Zajął 29. miejsce na mistrzostwach świata w 2009. Czwarty na igrzyskach panamerykańskich w 2000 i 2003. Brązowy medalista igrzysk Ameryki Środkowej i Karaibów w 2002 roku.